# Ángel Herrero Herrero
Ángel Herrero Herrero (Villabrágima, Valladolid, España, 19 de septiembre de 1949) es un exfutbolista español que se desempeñaba como centrocampista.

## Clubes
| Club         | País   | Año       |
| ------------ | ------ | --------- |
| Sestao S. C. | España | 1969-1971 |
| Cádiz C. F.  | España | 1971-1977 |